# Бригадни генерал
Бригадни генерал је у Војсци Србије је први (почетни) генералски чин. Чин бригадног генерала први пут је установљен у Француској у XVIII веку. У војсци Краљевине Србије овај чин био је предложен изменама и допунама војног закона из 1898. године које би биле уведене у закон о Устројству војске из 1886. године.
У Војсци Краљевине Југославије је постојао од 1923. до 1945. године. Уведен Законом о војсци и морнарици од 19. јула 1923. године. Према тадашњем правилнику о унапређењима генерала у чин бригадног генерала могао је бити унапређен сваки пуковник који поред општих услова, морао провести у свом чину најмање четири године а такође је морао имати нижу школу Војне академије или страну школу у истом рангу. Такође је морао успешно командовати пуком било ког рода најмање годину дана. У ваздухопловству је за овај чин било потребно да кандидат командује ваздухопловним пуковима. У морнарици Краљевине Југославије чин бригадног генерала одговарао је чину контраадмирала.
У осталим ратним морнарицама и Речној флотили Војске Србије чин бригадног генерала одговара чину комодора адмирала, док у Полицији Србије одговара чину генерала полиције. Током Другог светског рата, на територији Југославије, чин бригадног генерала су користили једино припадници Југословенске војске у отаџбини док су друге формације попут партизана и усташа усвојиле германско-руски систем рангирања.
Чин бригадног генерала је у Војску Србије враћен 2006. године.

## Изглед еполете
Изглед еполете бригадног генерала Војске Србије задржан је из периода ЈНА, ВЈ и ВСЦГ и благо модификован. У том периоду означавао је генералски чин генерал-мајора. Еполета је оивичена украсном испреплетаном златном опшивком, док се у еполети налазе два златна свежња пшеничног класја на којима се налазе два златна укрштена војна мача који означавају КоВ и златни орао раширених крила који означава РВиПВО изнад њих је једна златна розета.
У ранијем периоду постојања ЈНА до 1992. године уместо једне розете била је једна златна петокрака звезда која је симболизовала социјализам као и у већини армија социјалистичких држава. Након 1992. године у Војсци Југославије/Војсци Србије и Црне Горе задржан је постојећи изглед са једном златном петокраком звездом зато што је СР Југославија/Србија и Црна Гора била држава-континуитета СФР Југославије. Формирањем Војске Србије од 2006. године једна златна розета замењује постојећу једну златну петокраку звезду.

## Еполете Краљевине СХС/Југославије
|                                            |                                            |                                            |                                            |                                            |                                            |                                            |                                            |                                                        |                                                        |                                      |                                      |                                                                   |                                                                   |                                                                          |                                         |                                     |                                            |                                            |                                            |                                             |                                             |  |  |  |  |  |  |  |  |  |  |  |  |  |
| Генералштабни Бригадни генерал (1923—1945) | Генералштабни Бригадни генерал (1923—1945) | Генералштабни Бригадни генерал (1923—1945) | Генералштабни Бригадни генерал (1923—1945) | Генералштабни Бригадни генерал (1923—1945) | Генералштабни Бригадни генерал (1923—1945) | Генералштабни Бригадни генерал (1923—1945) | Генералштабни Бригадни генерал (1923—1945) | Пешадијски и интендантски бригадни генерал (1923—1945) | Пешадијски и интендантски бригадни генерал (1923—1945) | Коњички бригадни генерал (1923—1945) | Коњички бригадни генерал (1923—1945) | Артиљеријски и артиљеријско-технички бригадни генерал (1923—1945) | Артиљеријски и артиљеријско-технички бригадни генерал (1923—1945) | Геодетски, инжињерски и инжињерско-технички бригадни генерал (1923—1945) | Санитетски бригадни генерал (1923—1945) | Судски бригадни генерал (1923—1945) | Ваздухопловни бригадни генерал (1923—1937) | Ваздухопловни бригадни генерал (1937—1945) | Ваздухопловни бригадни генерал (1937—1945) | Жандармеријски Бригадни генерал (1923—1945) | Жандармеријски Бригадни генерал (1923—1945) |  |  |  |  |  |  |  |  |  |  |  |  |  |